# Nofollow
nofollow – wartość atrybutu rel znacznika a w HTML. Oznacza, że link nie pochodzi od autora lub wydawcy strony. Część robotów indeksujących nie podąża za linkami tego typu ani nie uwzględnia ich przy obliczaniu rankingu strony w wyszukiwarce. Linki wykorzystujące "nofollow" umożliwiają bardziej naturalne pozycjonowanie. Stosuje się je przeważnie wtedy, kiedy odsyłają do podstron bez konkretnych treści (np. do zakładki pozwalającej na rejestrację/logowanie użytkownika, niezaufanych zawartości czy boksów reklamowych).
Przykład użycia:
```
<
a
 
href
=
"http://www.example.com/"
 
rel
=
"nofollow"
>
Treść linku
</
a
>

```